# Évançon
El Évançon o Évençon (pronunciación francesa: [evɑ̃sɔ̃]; del valdostano éva d'en som, "agua de lo alto del monte") es un torrente de Italia que discurre íntegramente por la región con estatuto especial del Valle de Aosta. Es un río de montaña de 36,5 km de recorrido.

## Curso
Nace en el gran glaciar de Verraz, en la parte alta del Val d'Ayas. En su recorrido atraviesa los municipios de Ayas, Brusson, Challand-Saint-Anselme y Challand-Saint-Victor. Gran parte del curso del río es observable desde el castillo de Verrès. En el municipio de Verrès, cerca del puente de Fleuran, tiene lugar la desembocadura del Évançon en el río Dora Baltea.

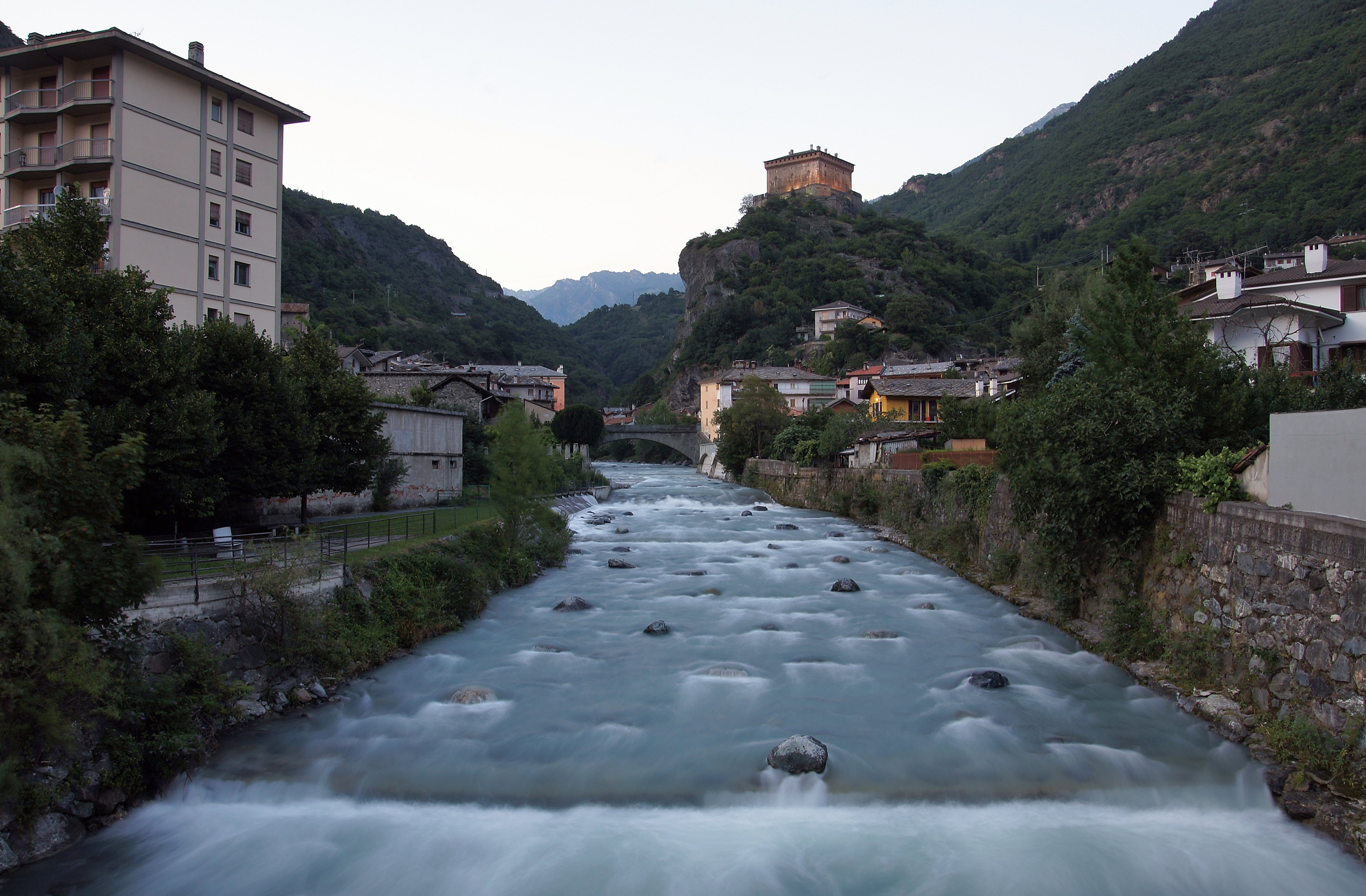
El Évançon a su paso por Verrès.

La central hidroeléctrica de Isollaz se ubica en este río a su paso por Challand-Saint-Victor, en el entorno de las cascadas de Brisecou.